# Johann Gottlieb Fichte
Johann Gottlieb Fichte, nemški filozof, * 19. maj 1762, Rammenau, Saška, Nemčija, † 27. januar 1814, Berlin, Nemčija.
Fichteja prištevamo med najvidnejše predstavnike nemškega idealizma generacije v obdobju med Kantom in Heglom.
Njegova prva dela so nastala pod močnim vplivom Kanta, vendar je že v zgodnjem prvencu »Osnove celotnega vedoslovja« (1794) začrtal lastno linijo filozofskega razvoja transcedentalnega idealizma, v katerem se oddalji od nekaterih pomanjkljivosti Kantove filozofije, predvsem kar zadeva odpravo stvari na sebi. V središče svojega filozofskega sistema, ki ga imenuje vedoslovje (nem. Wissenschaftslehre, die) postavi Jaz (nem. das Ich), ki je mišljen v ne-empiričnem smislu neomejenega absoluta. Jaz si za svojo omejitev nasproti sebi postavi ne-Jaz, kot vse kar ni Jaz. V tem oziru je končni individualni jaz vedno tudi umno bitje, ki skozi samozavedanje postavlja nasproti sebi ne-Jaz, ki ga v končni instanci doume in zatorej tudi obvlada, kar utrjuje njegovo svobodo. Fichtejeva dialektika na koncu poseže v etiko medsebojnih odnosov: spoznanje enega individua o drugem razume kot pogojenega s tem, da ga ta drugi individuum obravnava kot svobodnega.
V zgodovini filozofije je Fichteju pogosto pripadala zgodovinska vloga vmesnega filozofa nemške meščanske filozofije med Kantom in Heglom, zato je bila njegova filozofija interpretirana preko širše interpretacije nemškega idealizma. Pogosto so njegovemu subjektivnemu idealizmu očitali misticizem, spekulativnost in protislovnost. Ob boku z njegovimi filozofskimi spisi so imeli velik vpliv na nemško nacionalno gibanje »Govori nemškemu narodu« (1808), medtem ko so dela, ki so aplicirala njegovo vedoslovje na etiko, politiko, ekonomijo in pravo, imela manjši vpliv na sodobnike.
Proučevanje njegove filozofije se je ponovno uveljavilo šele od kritične izdaje njegovih del, ki so pod okriljem Bavarske akademije znanosti izhajale od leta 1964 dalje..

## Življenje

### Otroštvo in mladost
Fichtejevo življenje je relativno dobro dokumentirano. Kot prvi izmed šestih otrok je bil rojen 19. maja 1762 v revni rokodelski družini v podeželskem naselju Rammenau na Saškem. Njegov oče je bil tkalec brez meščanske izobrazbe. Ko je bil star devet let, je pritegnil pozornost nekega lokalnega plemiča, ki je v njem zaslutil bistrega mladeniča in ga sklenil izšolati. Namenjeno mu je bilo, da bi se izšolal za duhovnika. Šolanje je leta 1780 nadaljeval s študijem teologije na Univerzi v Jeni in na Univerzi v Leibzigu. Štiri leta kasneje je zaključil s študijem teologije, vendar se ni čutil poklicanega za duhovnika. Vdova plemiča, ki ga je zadnja leta podpirala, mu je ukinila štipendijo, s tem pa so se za Fichteja začenjala leta negotovosti: če se ni več čutil za pripadnika podeželskega stanu, še vedno ni bil sprejet v meščanske intelektualne salonske kroge.

### Srečanje s Kantom
Finančno se je reševal z opravljanjem službe domačega učitelja, se po vzoru romantičnega gibanja neuspešno preizkusil v pisanju pesmi in novele, vendar je svoj končni izziv našel v filozofiji, predvsem v prebiranju Kanta. V Zürichu, kjer je krajši čas zasebno poučeval se je tudi zaročil z nečakinjo znamenitega pesnika F. G. Klopstocka. Ker ni imel sredstev preživljanja, je začasno ostalo samo pri tem.
Po krajših učiteljskih službah, ki se jih je sproti reševal, je poleti leta 1791 dopotoval v Königsberg in se predstavil Kantu s svojim spisom »Poskus kritike vsega razodetja«. Kant je mladega avtorja sprejel dobrohotno in priporočil objavo tega spisa svojemu založniku, medtem ko je Fichteju priskrbel službo domačega učitelja, v kateri pa mu je za razliko od prejšnjih služb ostalo veliko časa za filozofijo.
Delo Poskus kritike je izšlo anonimno leta 1793 in javnost ga je ugodno sprejela za Kantovo delo. Vendar je Kant, v želji da bi izpostavil mladega obetavnega avtorja, zanikal avtorstvo, kar je na mah utrdilo Fichtejevo slavo. Med čakanjem na izdajo je Fichte pod vtisom revolucionarnih dogajanj v Franciji napisal še dva revolucionarna spisa, ki sta utrdila njegov sloves naprednega misleca. Končno se je lahko poročil in se med poročnim popotovanjem po Švici tudi spoprijateljil z naprednim švicarskim pedagogom Pestalozzijem.

### Leta akademskega uspeha
Začetek Fichtejevega poučevanja na Univerzi v Jeni, kamor je dobil vabilo, je sovpadalo z institucionalno reformo nemških univerz in raziskovalnega dela na univerzah, kar mu je omogočilo izdajo njegovih najpomembnejših del: najprej strokovno »Osnove celotnega vedoslovja« (1794) in še v istem letu širši javnosti namenjeno delo »Predavanja o namenu učenjaka«. Fichtejeva predavanja so bila zelo popularna, obiskovali so jih Schlegel, Novalis, Hölderlin in Schelling. V obdobju poučevanja v Jeni je poskušal nadálje sistematizirati svoj filozofski sistem in poudariti njegovo etično komponento.
Ko je leta 1799 z nekim spisom posegel v vprašanje religije, so njegovi nasprotniki našli priložnost, da so ga obtožili ateizma, nakar je bil po intervenciji saškega volilnega kneza odpuščen. Zatekel se je v liberalnejši Berlin v Prusiji, kjer je sicer bil deležen prizanja in preko svojih učencev uveden v intelektualne kroge, a ga je na filozofskem področju spodrivala vedno bolj popularna filozofija narave njegovega bivšega učenca Schellinga.

### Zaton in nacionalno prebujenje
Oddaljen od takrat popularnih romantičnih salonskih krogov je pruskemu finančnemu ministru posvetil delo »Zaprta trgovska država« (1800), v katerem zagovarja socialistične ideje in državno avtarkijo. Delo ni zbudilo večje pozornosti. Med letom 1800 in 1806 je večinoma izdajal krajša dela, v katerih se je vračal k izvorom svojega vedoslovja in polemiziral z romantiki. Po enoletnem ekskurzu učiteljevanja na Univerzi v Erlangenu, se je leta 1806 vrnil v Berlin, kjer je izdal uspešni deli »Značilnosti naše dobe« in »Napotki za blaženo življenje«.
Izjemen vpliv je ponovno dosegel z »Govori nemškemu narodu« (1808), ki so združili Nemce v skupno nacionalno gibanje proti francoskemu okupatorju. Leta 1810 je postal predstojnik katedre za filozofijo na novo ustanovljeni Humboldtovi Univerzi v Berlinu, kasneje pa še rektor univerze, vendar je odstopil zaradi sporov z ostalimi člani, predvsem z rektorjem teološke fakultete in priznanim teologom Ernstom Schleiermacherjem. Hkrati je dopolnjeval še zadnje predstavitve vedoslovja.
Leta 1814 je zaradi tifusa, s katerim se je okužila njegova žena pri negovanju ranjencev v bolnišnici, preminil dokaj neopazno v vsesplošnem vojnem stanju in človeških izgubah.

## Dela
- »Poskus kritike vsega razodetja« (Versuch einer Critik aller Offenbarung, 1792)
- »Zahteva, da vladarji Evrope vrnejo svobodo misli« (Versuch einer Critik aller Offenbarung, 1792)
- »Prispevek h korekturi sodb občinstva o francoski revoluciji« (Beitrag zur Berichtigung der Urteile des Publikums über die französische Revolution, 1793)
- »Osnove celotnega vedoslovja« (Grundlage der gesamten Wissenschaftslehre, 1794)
- »Predavanja o namenu učenjaka« (Einige Vorlesungen über die Bestimmung des Gelehrten, 1794)
- »Osnove naravnega prava« (Grundlage des Naturrechts, 1796)
- »Sistem nravoslovja« (System der Sittenlehre, 1798)
- »Apel javnosti« (Appellation an das Publikum, 1799)
- »Poslanstvo človeka« (Bestimmung des Menschen, 1800)
- »Zaprta trgovska država« (Der geschlossne Handelsstaa, 1800)
- »Friedrich Nicolaijevo življenje in ostala čudaštva« (Friedrich Nicolai's Leben und sonderbare Meinungen, 1801)
- »Vedoslovje« (Wissenschaftslehre, 1804)
- »Značilnosti naše dobe« (Die Grundzüge des gegenwärtigen Zeitalters (1806)
- »Napotki za blaženo življenje« (Anweisung zum seeligen Leben, 1806)
- »Govori nemškemu narodu« (Reden an die deutsche Nation, 1808)